# Diogo Carvalho (natation)
Pour les articles homonymes, voir Diogo Carvalho et Carvalho.
Diogo Filipe Silva de Carvalho, né le 26 mars 1988 à Coimbra, est un nageur portugais.

## Carrière
Il est médaillé de bronze du 200 mètres quatre nages aux Championnats d'Europe de natation en petit bassin 2013 à Herning et aux Championnats d'Europe de natation en petit bassin 2015 à Netanya.
Il participe aux Jeux olympiques en 2008, 2012 et 2016 sans obtenir de médaille.